# St. Edward (Nebraska)
St. Edward é uma cidade localizada no estado americano de Nebraska, no Condado de Boone.

## Demografia
Segundo o censo americano de 2000, a sua população era de 796 habitantes.

## Geografia
De acordo com o United States Census Bureau, a localidade tem uma área de 1,7 km², sem área coberta por água.

## Localidades na vizinhança
O diagrama seguinte representa as localidades num raio de 24 km ao redor de St. Edward.